# Edmund James Flynn
Edmund James Flynn (ur. 16 listopada 1847, zm. 7 czerwca 1927) – kanadyjski prawnik i polityk, premier prowincji Quebec z ramienia Konserwatywnej Partii Quebecu.
Urodził się 16 listopada 1847. Studiował prawo na Uniwersytecie Laval. W 1873 przyjęty do palestry. Rozpoczął pracę w sądzie rejonowym w Gaspe prowadząc także karierę uniwersytecką. Uzyskał tytuł profesora prawa rzymskiego na macierzystym uniwersytecie, gdzie wykładał w latach 1874–1927. W 1878 doktoryzował się. Należał do rady nadzorczej uniwersytetu i uznawany był za jedną z największych sław w swym środowisku.
Dodatkowo zaangażował się w politykę samorządową. W latach 1867–1869 pracował jako sekretarz i skarbnik samorządu Bored. W 1875 i ponownie w 1877 startował w wyborach do Zgromadzenia Narodowego Quebecu, lecz bez sukcesu. Mandat zdobył dopiero w wyborach w 1877. Początkowo popierał liberalny gabinet Henri-Gustave Joly de Lotbinière, lecz niedługo potem zasiadł w ławach opozycji wraz z konserwatystami. W 1879 jako fachowiec powołany przez konserwatystę Josepha-Adolphe Chapleau na komisarza ziem koronnych. Na swym stanowisku pozostał do 1882. Kontynuował swą obecność w kolejnych gabinetach konserwatywnych. W rządzie Johna Jones Ross był komisarzem dróg żelaznych, w rządzie Louis-Oliviera Taillona ministrem sprawiedliwości oraz ponownie zarządzając ziemiami koronnymi w drugim rządzie Butchera de Boucherville oraz drugim rządzie Louis-Oliviera Taillona. W 1896 przejął przywództwo partii po tym ostatnim i na rok fotel premiera, który tradycyjnie połączył z teką ministra robót publicznych. Po klęsce wyborczej 1897 (23 mandaty na 74) przewodził konserwatywnej opozycji. Startował także w wyborach federalnych, lecz powodzenia. Od 1914 do 1920 sędzia sądu okręgowego Beauce. Zmarł 7 czerwca 1927